# Fauveliopsis brattegardi
Fauveliopsis brattegardi är en ringmaskart som beskrevs av Fauchald 1972. Fauveliopsis brattegardi ingår i släktet Fauveliopsis och familjen Fauveliopsidae. Arten har ej påträffats i Sverige. Inga underarter finns listade i Catalogue of Life.